# Klasika Primavera 2014
La Klasika Primavera 2014, sessantesima edizione della corsa, valido come evento di classe 1.1 del circuito UCI Europe Tour 2014, fu disputata il 13 aprile 2014 su un percorso di 171,5 km. Fu vinta dallo spagnolo Pello Bilbao, al traguardo con il tempo di 3h57'31" alla media di 43,32 km/h.
Al traguardo 95 ciclisti portarono a termine la gara.

## Squadre e corridori partecipanti
| N.      | Cod. | Squadra                   |
| ------- | ---- | ------------------------- |
| 1-8     | MOV  | Movistar Team             |
| 11-18   | EUK  | Euskadi                   |
| 21-28   | CJR  | Caja Rural-Seguros RGA    |
| 31-38   | LOK  | Lokosphinx                |
| 41-48   | LBC  | LBC-MVP Sports Foundation |
| 51-58   | ECU  | Team Ecuador              |
| 61-68   | BOA  | Radio Popular             |
| 71-78   | LDD  | Louletano-Dunas Douradas  |
| 81-88   | EFG  | Efapel-Glassdrive         |
| 91-98   | BUR  | Burgos BH                 |
| 101-108 | OFM  | OFM-Quinta da Lixa        |
| 111-118 | KMP  | Keith Mobel-Partizan      |

## Ordine d'arrivo (Top 10)
| Pos. | Corridore           | Squadra    | Tempo    |
| ---- | ------------------- | ---------- | -------- |
| 1    | Pello Bilbao        | Caja Rural | 3h57'31" |
| 2    | Gorka Izagirre      | Movistar   | s.t.     |
| 3    | David Belda         | Burgos-BH  | a 10"    |
| 4    | Eduard Prades       | OFM-Quinta | a 53"    |
| 5    | Miguel Mínguez      | Euskadi    | s.t.     |
| 6    | Arkimedes Arguelyes | Lokosphinx | s.t.     |
| 7    | Fernando Grijalba   | Caja Rural | s.t.     |
| 8    | Joni Brandão        | Efapel     | s.t.     |
| 9    | Amets Txurruka      | Caja Rural | s.t.     |
| 10   | Beñat Intxausti     | Movistar   | s.t.     |